# Jaera atavus
Jaera atavus é uma espécie de borboleta descrita por Rebillard em 1958. Jaera atavus faz parte do gênero Jaera e a família lycaenidae.